# Amélie Van Impe
Amélie Van Impe (* 19. Juli 2004) ist eine belgische Tennisspielerin.

## Karriere
Van Impe trat bislang vor allem bei Turnieren der ITF Junior Tour und der ITF Women’s World Tennis Tour an, wo sie bisher vier Titel im Einzel und sechs im Doppel gewinnen konnte.
2021 stand sie im Januar im Finale des mit 15.000 US-Dollar dotierten ITF-Turniers von Monastir, wo sie Anna Sisková mit 6:0, 4:6 und 6:73 unterlag.
2022 trat sie bei den French Open an, wo sie im Juniorinneneinzel gegen Angella Okutoyi mit 6:76 und 4:6 verlor. Im Juniorinnendoppel trat sie mit Nikola Daubnerová an. Die beiden verloren in der ersten Runde gegen Yaroslava Bartashevich und Xenija Saizewa mit 6:71, 6:3 und [5:10]. In Wimbledon verlor sie bereits in der ersten Runde gegen Giorgia Pedone mit 5:7 und 3:6. Im Juniorinnendoppel verlor sie mit Landsfrau Amelia Waligora gegen Lucija Ćirić Bagarić und Nikola Daubnerová mit 6:1, 5:7 und [3:10]. Im August stand sie im Finale des mit 15.000 US-Dollar dotierten ITF-Turniers in Wanfercée-Baulet, wo sie Stéphanie Visscher mit 1:6 und 4:6 unterlag. Bei den US Open 2022 tritt sie sowohl im Juniorinneneinzel als auch im Juniorinnendoppel an.

## Turniersiege

### Einzel
| Nr. | Datum              | Turnier  | Kategorie | Belag     | Finalgegnerin           | Ergebnis       |
| --- | ------------------ | -------- | --------- | --------- | ----------------------- | -------------- |
| 1.  | 16. Juli 2023      | Bacău    | ITF W15   | Sand      | Maria Sara Popa         | 6:2, 6:1       |
| 2.  | 20. August 2023    | Duffel   | ITF W15   | Sand      | Vicky Van de Peer       | 6:2, 6:3       |
| 3.  | 22. September 2024 | Ceuta    | ITF W15   | Hartplatz | Judith Perelló Saavedra | 6:4, 6:2       |
| 4.  | 22. Juni 2025      | Bolszewo | ITF W15   | Sand      | Angella Okutoyi         | 7:63, 0:6, 6:2 |

### Doppel
| Nr. | Datum              | Turnier         | Kategorie | Belag     | Partnerin           | Finalgegnerinnen                        | Ergebnis          |
| --- | ------------------ | --------------- | --------- | --------- | ------------------- | --------------------------------------- | ----------------- |
| 1.  | 27. November 2022  | Antalya         | ITF W15   | Sand      | Li Yu-yun           | Darja Lodikowa Melis Ayda Uyar          | 6:2, 5:7, [10:3]  |
| 2.  | 1. April 2023      | Monastir        | ITF W15   | Hartplatz | Clara Vlasselaer    | Elaine Genovese Lý-Nguyễn Savanna       | 6:0, 6:75, [11:9] |
| 3.  | 16. Juni 2023      | Norges-la-Ville | ITF W15   | Hartplatz | Tilwith Di Girolami | Marine Szostak Lucie Wargnier           | 6:2, 6:2          |
| 4.  | 21. September 2024 | Ceuta           | ITF W15   | Hartplatz | Kaat Coppez         | Judith Perelló Saavedra Alba Rey García | 3:2 Aufgabe       |
| 5.  | 21. Juni 2025      | Bolszewo        | ITF W15   | Sand      | Rikke de Koning     | Salma Drugdová Angella Okutoyi          | 7:67, 3:6, [10:7] |
| 6.  | 19. Juli 2025      | Krško           | ITF W15   | Sand      | Salma Drugdová      | Dora Mišković Antonia Stoyanov          | 6:3, 6:1          |